# Sant Iscle i Santa Victòria de Bages
Sant Iscle i Santa Victòria de Bages és una església del municipi de Sant Fruitós de Bages (Bages). Es troba al nord-oest del terme municipal, en un extrem de la urbanització de Pineda de Bages que travessa la carretera que uneix Manresa i Santpedor, i dins del Mas de Sant Iscle. Ben a prop hi passa la Séquia de Manresa. El mas i l'església destaquen per estar situats sobre un turó al bell mig de terres majoritàriament planes. És un edifici protegit com a bé cultural d'interès local.

## Descripció
És una església amb una nau coberta per una volta de canó lleugerament apuntada i un absis semicircular, amb volta de quart d'esfera, orientat cap a l'est amb finestra de doble esqueixada rematada per un arc de mig punt adovellat. El campanar, que ha estat força reformat, és de planta quadrada i s'aixeca al cantó sud-est, adossat a l'absis. Malgrat totes les restauracions, encara conserva unes arcuacions llombardes a la part del mig, i a la base queden restes també de la capçalera quadrangular de l'antiga església preromànica.
La porta, del 1912 està situada al cantó nord; presenta una estructura d'arc de mig punt i està emmarcada per dovelles força grosses. Les parets interiors estan arrebossades i l'absis, que fa les funcions de sagristia, està tapiat.

## Història
Es trobava dins l'antic terme de la ciutat de Manresa, al lloc de Sant Iscle. Aquest lloc i l'església apareixen documentats el 950 quan Sal·la, fundador del monestir de Sant Benet de Bages, canvià un alou situat al Camp de Bages, al costat de l'església de Sant Iscle, per un altre situat a l'Angle. El nom de Sancti Acisclii reapareix en una altra compravenda de terres, aquesta de l'any 983. Segons la documentació existent, se sap que en 1035 se sap que l'església estava envoltada per una sagrera i, que en 1066 ja figura com a parròquia, i la sagrera com a vila. Inicialment depenia de la canònica de Santa Maria de Manresa.
L'edifici ha estat reformat diverses vegades, però no se l'ha modificat substancialment. El campanar fou reformat el 1916 sobre un pis romànic. Actualment, no té funcions parroquials, però sí que està oberta al culte. Es va restaurar completament l'any 1999. Al seu interior hi havia hagut un retaule gòtic algunes taules del qual es conserven al Museu Comarcal de Manresa.